# 하트퍼드 대학교
하트퍼드 대학교(University of Hartford, UHart)는 미국 코네티컷주 웨스트하트퍼드에 위치한 사립 대학이다. 1.4 제곱킬로미터 면적의 주 캠퍼스는 이웃 하트퍼드와 블룸필드로 확장된다.

## 역사
1957년 하트퍼드아트스쿨(Hartford Art School), 힐리어칼리지(Hillyer College), 더 하트 스쿨(The Hartt School)의 합병을 통해 세워졌다. 그 이전까지 하트퍼드 대학교는 독립적인 실체로 존재하지 않았다.